# Nikolaj Vasil'evič Kopitov
Nikolaj Vasil'evič Kopitov, (in russo: Николай Васильевич Копытов) (San Pietroburgo, 5 luglio 1833 – 9 febbraio 1901), è stato un ammiraglio russo.

## Biografia
Nel 1843 entrò nella compagnia marittima della Alexander Cadet Corps, e l'anno seguente fu trasferito alla Naval Cadet Corps. Nel 1850 è stato promosso al grado di guardiamarina nel 1851. Nel 1852 intraprese un viaggio nel Mar Baltico e Mare del Nord.
Dopo la laurea nel 1852 venne promosso al grado di sergente maggiore. Nel 1853 intraprese un viaggio nel Golfo di Finlandia sulla goletta "Alexandra", e nel 1854-1855 sulla nave "Imperatoritsa Alexander" e la nave "Konstantin" sotto il comando del capitano Evgenij Andreevič Behrens. Nel 1855 venne promosso al grado di tenente.
Dal 1857 al 1860 era a bordo della corvetta "Novik". Nello stesso anno fu inviato con dispacci da San Pietroburgo a Shanghai. Nel 1860 venne promosso al grado di tenente-comandante.
Dal 1861 al 1862 comandò la corvetta "Griden" nel Pacifico. Nel mese di marzo 1863 rassegnò le dimissioni come capitano, ma quattro mesi dopo tornò in servizio attivo lo stesso rango. Dal 1863 al 1864 comandò la fregata "Relight" sotto il comando del contrammiraglio Stepan Stepanovič Lesovskij, partecipando alla spedizione americana. Dal 1871 al 1872 anni comandò una fregata corazzata "Ammiraglio Spiridonov" nel Mar Baltico, e poi fu nominato agente navale nel Regno Unito. Dopo il ritorno in patria nel 1876, venne nominato capitano del porto di Kronštadt.
Il 23 marzo 1882 venne promosso al grado di Contrammiraglio e fu nominato comandante di un distaccamento di navi nel Pacifico. Il 1 gennaio 1888 venne promosso al grado di vice ammiraglio.
Il 1 gennaio 1891 fu nominato comandante in capo della flotta e dei porti del Mar Nero e Mar Caspio e il governatore militare di Nikolaev. Nel 1898 si dimise dalla carica di Comandante in capo e nominato membro del Consiglio dell'Ammiragliato e aiutante generale.